# Certificado de Operador Aéreo
El Certificado de Operador Aéreo (AOC, Air Operator's Certificate en inglés) es un documento expedido a una empresa o a un grupo de empresas por la Autoridad de Aviación Civil del Estado en el que se acredite que el operador en cuestión posea capacidad profesional y la organización necesarias para garantizar la operación de aeronaves en condiciones seguras para las actividades aeronáuticas especificadas en el mismo.
Es una de las condiciones necesarias para obtener la Licencia de Explotación.

## Manual de Operaciones
La compañía aérea titular de un Certificado de Operador Aéreo (AOC), concedido por la Autoridad Aeronáutica correspondiente, tiene la obligación de operar de acuerdo con las autorizaciones que le han sido concedidas.
Se crea así un entorno y procedimientos de operación aprobados por las Autoridades Aeronáuticas como seguros.
Dicho entorno se plasma en un documento maestro conocido como Manual General de Operaciones (GOM por sus siglas en inglés).

## España
Cuando una nueva compañía aérea española quiere empezar a operar, ha de solicitar a AESA la emisión del correspondiente Certificado de Operador Aéreo (AOC).
Para ello, habrá de demostrar que cumple con los requisitos promulgados ad hoc en él:
- Reglamento (CE) N.º 859/2008 de la Comisión, de 20 de agosto de 2008 por el que se modifica al Reglamento (CEE) N.º 3922/91 del Consejo en lo relativo a los requisitos técnicos y los procedimientos administrativos comunes aplicables al transporte comercial por avión.

### Documentación de referencia
- Reglamento (CEE) 3922/91 del Consejo, de 16 de diciembre de 1991, relativo a la armonización de normas técnicas y procedimientos administrativos aplicables a la aviación civil.
- Reglamento (CE) 859/2008 de la Comisión, de 20 de agosto de 2008, por el que se modifica el Reglamento (CEE) 3922/91 del Consejo en lo relativo a los requisitos técnicos y los procedimientos administrativos comunes aplicables al transporte comercial por avión.
- Real Decreto 279/2007, de 23 de febrero, por el que se determinan los requisitos exigibles para la realización de las operaciones de transporte aéreo comercial por helicópteros civiles.
- Ley 21/2003, de 7 de julio, de seguridad aérea.
- Ley 39/2015, de 1 de octubre, del Procedimiento Administrativo Común.
- Real Decreto 98/2009, de 6 de febrero, por el que se aprueba el Reglamento de inspección aeronáutica.
- Orden FOM/2140/2005, de 27 de junio, por la que se regulan los encargos a realizar por la Sociedad Estatal de Enseñanzas Aeronáuticas Civiles, S.A. (SENASA) para la ejecución de actuaciones materiales propias de la inspección aeronáutica.

### Guía de información AOC
El proceso de emisión y renovación de un Certificado de Operador Aéreo (AOC) para la realización de transporte aéreo comercial con avión o helicóptero, así como el proceso de vigilancia continuada de dicho certificado consta de los siguientes pasos:
- Emisión inicial de AOC

1. Solicitud
2. Evaluación documental
3. Evaluación física
4. Audiencia al interesado
5. Dictamen técnico
6. Subsanación
7. Resolución

- Renovación de AOC
- Plan de vigilancia continuada
- Procedimiento de emisión de exenciones
- Procedimiento de emisión de "derogaciones"